# Коло среће (филм)
Коло среће (енгл. Trading Places) је филмска комедија из 1983. године.
Главне улоге играју Еди Марфи, Ден Акројд, Ралф Белами, Дон Амичи, Денхолм Елиот и Џејми Ли Кертис.
Два бешћутна (окрутна) брата милионера склапају заверу да промене срећу и богатство снобовског инвеститора и лукавог уличног преваранта, захваљујући међусобној опклади.

## Радња
Живот менаџера највеће финансијске корпорације Дјук и Дјук, Луиса Винторпа III (Ден Ајкројд), драматично се променио у тренутку када су његови шефови, браћа Дјук, покренули грандиозну расправу: шта би се десило ако би угледна особа, успешан топ менаџер, богат и просперитетан, заменио места са уличним клошаром?
Када се један од браће сетио Винторповог одличног образовања и богатог пословног искуства, други је, у жару свађе, изјавио да свако, чак и неписмени скитница, може да управља добро успостављеном комерцијалном компанијом. Након што су се кладили на један долар, Рендолф и Мортимер Дјук „изводе” из полицијске станице необразованог црног уличног преваранта Билија Реја Валентина (Еди Марфи), који је случајно на улици налетео на истог Луиса и пао у канџе полиције. Ускоро ће Били Реј бити смештен у престижни Винторпов стан и постављен на његово место у менаџерску фотељу. А Луису ће бити подметнут током састанка наследног клуба, убацивањем наводно „украденог“ новца у џеп од јакне, нечасно отпуштен из компаније Дјук и Дјук, лишен свог дома и склоништа и на крају ухапшен „због дроге“. Одмах ће га напустити најближи пријатељи и престижна богата невеста.
Били Реј Валентин, веома интелигентна особа са широким и разноврсним животним искуством, добро упућена у психологију „обичног Американца“, након што се навикла на ново место, испоставило се да може веома прецизно да предвиди понашање потрошача које одређује финансијска стратегија фирме Дјук и Дјук. Несрећни, потпуно очајан Луис Винторп, чији је живот потпуно уништен, брзо долази у стање у којем је подједнако спреман да изврши убиство и самоубиство. Буквално у последњем тренутку Луис наилази на непрофесионалну проститутку Офелију (Џејми Ли Кертис) на улици, која, видевши у њему богату и образовану особу која се налази у тешкој ситуацији, одлучује да би то могла да буде њена шанса и пристаје на помоћ.
Браћа Дјук расправљају о резултатима опкладе. Валентин сасвим случајно чује њихов разговор - постаје јасно да ће они, „довољно се изигравши“, спремати да избаце Билија Реја на улицу, а његови бивши послодавци коначно су ставили тачку на Луиса и нико га неће вратити на његово старо место.
И четворица јунака (Били Реј и Луис, другови у несрећи који су успели да се објасне, договоре и уједине, као и Офелија и Колман (Денхолм Елиот), који су им се придружили, Луисов бивши батлер, кога је „наследио“ Били Реј) почињу своју сопствену игру. Да ли ће успети да се и сами обогате и истовремено упропасте браћу Дјук? Винторп и Валентин су се чак и опкладили. За долар...

## Улоге
| Глумац              | Улога                              |
| ------------------- | ---------------------------------- |
| Ден Акројд          | Луис Винторп-трећи                 |
| Еди Марфи           | Били Реј Валентајн                 |
| Ралф Белами         | Рендолф Дјук                       |
| Дон Амичи           | Мортимер Дјук                      |
| Денхолм Елиот       | батлер Коулмен                     |
| Џејми Ли Кертис     | Офелија                            |
| Кристин Холби       | Пенелопи Витерспун                 |
| Пол Глисон          | Кларенс Бикс                       |
| Роберт Кертис Браун | Тод                                |
| Алфред Дрејк        | менаџер берзе хартија од вредности |
| Џим Белуши          | Харви                              |
| Бо Дидли            | залагаоничар                       |
| Кели Кертис         | Пенелопина пријатељица Мафи        |
| Френк Оз            | полицијски наредник                |
| Ричард Хант         | Вилсон, брокер Дјукових            |
| Том Дејвис          | руковалац пртљагом у возу 1        |
| Ал Франкен          | руковалац пртљагом у возу 2        |
| Ђанкарло Еспозито   | друг из затворске ћелије           |
| Рон Тејлор          | велики црни момак                  |
| Џ. Т. Тарнер        | још већи црни момак                |
| Ејвон Лонг          | батлер браће Дјук, Езра            |